# Jedlnia-Letnisko
Jedlnia-Letnisko è un comune rurale polacco del distretto di Radom, nel voivodato della Masovia.
Ricopre una superficie di 65,57 km² e nel 2004 contava 11 222 abitanti.